# Бучанский завод стеклотары
Бучанский завод стеклотары — промышленное предприятие в городе Буча Киево-Святошинского района Киевской области Украины.

## История
Стекольный завод в посёлке городского типа Буча был построен в соответствии с четвёртым пятилетним планом восстановления и развития народного хозяйства СССР на месте разрушенного в ходе Великой Отечественной войны кирпичного завода и введён в эксплуатацию в 1946 году. Изначально, завод производил кафельную плитку и стеклянные изоляторы для воздушных линий связи, затем освоил производство оконного стекла и работу с силикатной глиной.
С 1954 года основной продукцией завода стала стеклотара (в основном, стеклянные банки объёмом 3000мл).
В 1965 году завод освоил производство технических стеклянных труб диаметром 40 - 150 мм, а в период с 1975 до 1995 года - производил термосы и стеклянные термосные колбы.
По состоянию на начало 1984 года, завод являлся одним из крупнейших предприятий стекольной промышленности на территории УССР.
В целом, в советское время завод входил в число ведущих предприятий Украины и СССР.
После провозглашения независимости Украины, 1 декабря 1993 года государственное предприятие было преобразовано в открытое акционерное общество, в дальнейшем оно было передано в ведение государственной корпорации «Укрбудматеріали».
В мае 1995 года Кабинет министров Украины утвердил решение о приватизации завода.